# 内江东站
内江东站是一个绵泸高速铁路上的铁路车站，位于四川省内江市市中区，总建筑面积约6000平方米，设置有基本站台及侧式站台各1座。
车站工程名为内江三元站，因命名方式不符合要求，且本站地处内江市东侧，于2020年4月更名为内江东站，既有成渝铁路内江东站则在履行程序后更名为牌楼站。2021年6月28日，本站随绵泸高速铁路自泸段正式启用。